# Fórmula integral de Schwarz
En análisis complejo, la Fórmula integral de Schwarz, nombrada en honor matemático Hermann Amandus Schwarz, permite recuperar una función holomorfa, hasta una constante imaginaria, a partir de los valores límites de su parte real.

## Disco Unitario
Sea {\displaystyle f} una función holomorfa en el disco unitario {\displaystyle \{z\in \mathbb {C} :|z|\leq 1\}} entonces
{\displaystyle f(z)={\frac {1}{2\pi i}}\oint _{|\zeta |=1}{\frac {\zeta +z}{\zeta -z}}\;{\text{Re}}(f(\zeta ))\;{\frac {d\zeta }{\zeta }}+i\;{\text{Im}}(f(0))}
para todo {\displaystyle |z|<1}.

## Semiplano superior
Sea {\displaystyle f} una función holomorfa en el semiplano superior cerrado {\displaystyle \{z\in \mathbb {C} :\operatorname {Im} (z)\geq 0\}} tal que para algún {\displaystyle \alpha >0}, {\displaystyle |z^{\alpha }f(z)|} está acotado por el semiplano superior cerrado entonces
{\displaystyle f(z)={\frac {1}{\pi i}}\int _{-\infty }^{\infty }{\frac {u(\zeta ,0)}{\zeta -z}}\,d\zeta ={\frac {1}{\pi i}}\int _{-\infty }^{\infty }{\frac {Re(f)(\zeta +0i)}{\zeta -z}}\,d\zeta }
para todo {\displaystyle \operatorname {Im} (z)>0}.
Considere que, comparando con la versión del disco unitario, esta fórmula no tiene una constante arbitraria añadida a la integral.

## Corolario de la fórmula integral de Poisson
La fórmula proviene de la Fórmula integral de Poisson aplicada a {\displaystyle u}:
{\displaystyle u(z)={\frac {1}{2\pi }}\int _{0}^{2\pi }u(e^{i\psi })\operatorname {Re} \;{e^{i\psi }+z \over e^{i\psi }-z}\;d\psi }
para {\displaystyle |z|<1}.
Por medio de mapas de conformación, la fórmula se puede generalizar a cualquier conjunto abierto simplemente conexo 